# Daniel Patrick Carroll

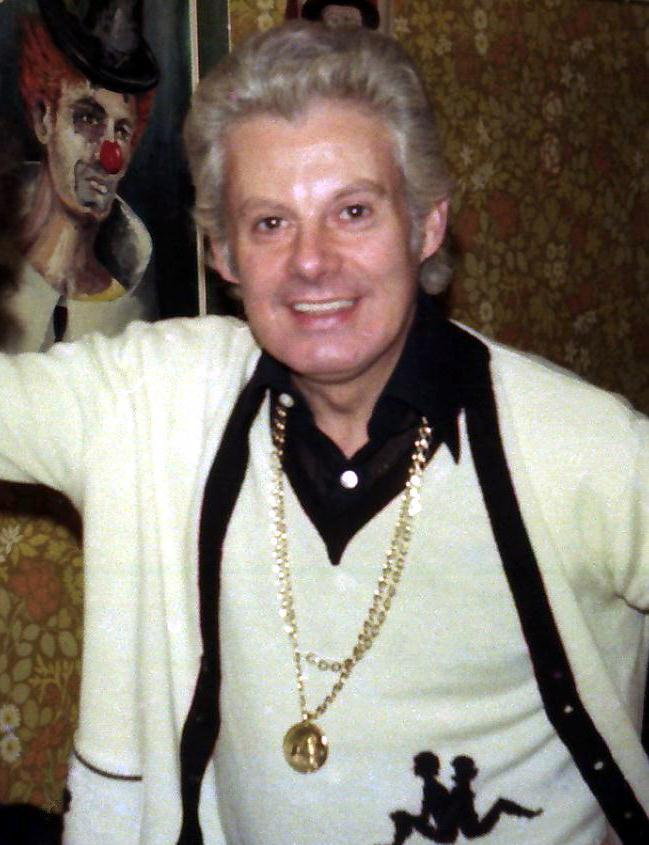
Daniel Patrick Carroll 1975

Daniel Patrick Carroll, OBE (* 26. Juli 1927 in Cork, Irland; † 31. Mai 2009 in Royal Tunbridge Wells, England) war ein irischer Unterhaltungs- und Travestiekünstler, der vor allem unter dem Namen Danny La Rue bekannt war.

## Werdegang
Carroll interessierte sich bereits als Kind für Schauspiel und Gesang. Während des Zweiten Weltkriegs diente er in der Royal Navy. Ende der 1940er-Jahre trat er, neben seiner Anstellung als Schaufensterdekorateur, in verschiedenen Theater- und Travestierevuen als Tänzer auf. Mitte der 1950er-Jahre erhielt er eine der größeren Rollen in der Revue Men Only, dort trat er erstmals als Danny La Rue in Erscheinung. Es folgten Engagements im Londoner Westend, eigene Unterhaltungssendungen im Fernsehen sowie Plattenveröffentlichungen. 1972 erhielt er die Hauptrolle in der Komödie Our Miss Fred. Seine Bühnenshows 1970/1973 spielte er vor ausverkauftem Haus.
Danny La Rue parodierte vorzugsweise Diven und Filmstars mit glamourösen Image wie Elizabeth Taylor, Zsa Zsa Gabor oder Marlene Dietrich und trat in aufwendiger Garderobe und opulenten Perücken auf, oft begleitet von einem eigenen Ballett. In den 1960er- und 1970er-Jahren gehörte Danny La Rue zu den bestbezahlten und populärsten Entertainern im Vereinigten Königreich.
1982 spielte er im Westend die Rolle der Dolly Levi in dem Musical  Hello, Dolly!.
Im Laufe seiner Karriere wurde Carroll mit zahlreichen Ehrungen bedacht. Carroll lebte, bis zu dessen Tod 1984, mit seinem Manager Jack Hanson in einer Partnerschaft. Carroll, der mehrere Schlaganfälle erlitten hatte, starb 2009 im Alter von 81 Jahren.

## Filmografie (Auswahl)
- 1972: Our Miss Fred
- 1977: Come Spy with Me
- 1983: The Good Old Days
- 1986: Cinderella: The Shoe Must Go On
- 1993: Mr. Bean (Episode Mr. Bean in Room 426)

## Theatrographie (Auswahl)
- 1968: The Sleeping Beauty
- 1969: Queen Passionella and the Sleeping Beauty
- 1970: Danny La Rue at the Palace
- 1973: The Danny La Rue Show